# イルティス (砲艦)
イルティス(ドイツ語: SMS Iltis)は、ドイツ帝国海軍のイルティス級砲艦。

## 経歴
イルティスは1897年にシーヒャウ社ダンツィヒ造船所で起工された。1898年8月4日に進水し、12月1日にドイツ帝国海軍で運用が開始された。
イルティスはまずアジアに拠点を置く東洋艦隊へ派遣された。その他にも防護巡洋艦カイゼリン・アウグスタ・ハンザ・ヘルタ・イレーネ、非防護巡洋艦ゲフィオン、砲艦ヤグアルなどが派遣されたが、間もなく清で義和団事件が勃発すると、ヴィルヘルム2世は八カ国連合軍に加わり義和団の反乱を鎮圧する構えを取った。そのためイルティスはアルフレート・フォン・ヴァルダーゼー指揮の下、ブランデンブルク級戦艦4隻を中心とする大艦隊に組み込まれた。
第一次世界大戦勃発直後の1914年、軽巡洋艦エムデンがロシア帝国の貨客汽船リャザンを拿捕した。青島に係留されたリャザンは、砲艦イルティス・ファーターラント、非防護巡洋艦コルモランなどの兵士や兵装を搭載し、仮装巡洋艦コルモランへと再建造された。そのため、兵士や兵装などを抜かれたイルティスは無用となり、1914年9月28日に自沈処分された。イルティスの姉妹艦であるヤグアル、ティーガー、ルクスも青島の戦いの最中に自沈処分されている。